# Неджем
Недже́м — первая известная кошка, получившая имя.
Известно, что в Древнем Египте кошки широко использовались в качестве домашних животных с древнейших времён. Однако, насколько можно судить, в большинстве своём кошки не имели собственных имён, а именовались ономатопеей «миу». 
Первая известная кошка, имя которой удалось установить, принадлежала чиновнику, архитектору и жрецу Амона Пуимру, жившему во время правления Хатшепсут и Тутмоса III (XV век до н. э.). Её звали «Неджем» или «Неджемет», что можно перевести с египетского примерно как «милая», «приятная». Упоминание об этой кошке было впервые найдено на рельефе гробницы Пуимра (ТТ39) в египетских Фивах (фиванском некрополе Эль-Хоха).